# Турецька Ольга Іванівна
Турецька Ольга Іванівна (нар. 11 лютого 1984, Львів) — художниця скла. Працює в техніці Ф'юзинг. В 2009 році заснувала власну студію Olga Glass. Батьки - художники Іван Турецький та Наталя Пухинда. Онука Турецького Василя Степановича. Ольга Турецька належить до генерації молодих художників-склярів, які беруть активну участь у мистецькому житті Львова та України. Її роботи знаходяться в приватних колекціях та музеях України, Німеччини, Чехії, Словаччини, Великої Британії, Ірландії, США, Китаю. 

## Освіта
- 1999-2003 – Львівський державний коледж декоративного і ужиткового мистецтва імені Івана Труша
- 2003-2009 – Львівська Академія Мистецтв

На даний час проживає у Львові.

## Виставки
2005 – Виставка-конкурс робіт студентів ЛНАМ, Палац мистецтв, Львів, Україна; 

2006 – Міжнародне бієнале мініатюри, Сербія;

2006 – виставка до 60-річчя ЛНАМ, Палац мистецтв, Львів, Україна;

2006 – Міжнародна мистецька виставка «Високий замок», Палац мистецтв, Львів, Україна;

2007 – персональна виставка ( спільно з Романою Романишин ), галерея «Дзиґа», Львів, Україна; 

2008 – виставка проекту « Пісні про кохання ІІ (текстиль, кераміка, скло)», Музей українського народного декоративного мистецтва, Київ, Україна;

2008 – Міжнародна мистецька виставка «Високий замок», Палац мистецтв, Львів, Україна; 

2009 – виставка декоративного та ужиткового мистецтва, Музей скла, Львів, Україна; 

2011 – виставка «Мистецька родина», Кіровоградський обласний художній музей, Кропивницький, Україна; 

2011 – виставка «Мистецька родина», Одеський художній музей, Одеса, Україна;

2011 – Міжнародна мистецька виставка «Високий замок», Палац мистецтв, Львів, Україна; 

2011 – Різдвяна виставка, галерея «Зелена канапа», Львів, Україна; 

2011 – виставка «Біла…», галерея «Коралі», Львів, Україна;

2011 – виставка Художнього скла, Палац мистецтв, Львів, Україна. 

2012 – виставка «Мистецька родина», Музей книги і друкарства, Київ, Україна; 

2012 – Різдвяна виставка, галерея «Зелена канапа», Львів, Україна; 

2013 – виставка «Власне», галерея «Прімус», Львів, Україна; 

2014 – Різдвяна виставка, «Мистецька галерея Гері Боумена», Львів, Україна; 

2014 – Арт-Експо , Нью-Йорк, США; 

2014 – Персональна виставка «Дві душі», галерея «Зелена канапа», Львів, Україна; 

2014 – Всеукраїнський мистецький проект до дня Незалежності України, Київ, Україна; 

2015 – Різдвяна виставка, галерея «Зелена канапа», Львів, Україна;

2015 – виставка «З Кременця до Казімежа», Казімеж Дольний, Польща;

2016 – Персональна виставка з Іваном Турецьким «Кольорові перевтілення», галерея «Зелена канапа», Львів, Україна;

2016 – Міжнародний симпозіум гутного скла, Львів, Україна;

2016 – виставка «З діда-прадіда», в рамках Культурного форуму «Погран Культ: Галіція Культ», Харків, Україна; 

2017 – Персональна виставка з Іваном Турецьким «Чарівний сад», галерея «Велес», Львів, Україна; 

2017 – Різдвяна виставка, галерея «Зелена канапа», Львів, Україна; 

2018 – Виставка мініатюри, галерея «Велес», Львів, Україна;

2018 – Виставка художнього скла в межах Першої премії професора А. Бокотея, музей скла, Львів, Україна; 

2018 – Виставка «Львівське художнє скло: Покоління» , арт-простір «Дерево життя», Київ, Україна; 

2019 – Виставка художнього скла в межах Премії професора А. Бокотея, музей скла, Львів, Україна;

2019 – Призер у конкурсі Премія професора Андрія Бокотея для молодих художників-склярів, Львів, Україна; 

2019 – Персональна виставка «Пробудження», Національний заповідник “Софія Київська”, Київ, Україна; 

2019 – Персональна виставка «Літні історії», галерея «Зелена канапа», Львів, Україна;

2019 – Персональна виставка «Пробудження», Національний заповідник “Софія Київська”, Київ, Україна; 

2019 – Персональна виставка «Літні історії», галерея «Зелена канапа», Львів, Україна; 

2019 – Міжнародний симпозіум гутного скла у Львові, Львів, Україна; 

2019 – виставка молодих українських художників «#glassUA» 

2019 -Різдвяна виставка, галерея «Велес», Львів, Україна; 

2020 – Різдвяна виставка, арт центр «Лабіринт», Львів, Україна. 

## Роботи
2013 – 2019 в творчій майстерні Олі Турецької під її керівництвом створено понад 20 вітрин для “Майстерні карамелі” в Україні, у Львові, Одесі, Києві, Харкові, Івано-Франківську, Тернополі, Ужгороді, Мукачево, Трускавці, Хмельницькому, Чернівцях, Дніпрі, Херсоні та закордоном, в Братіславі (Словаччина), Ліберець (Чехія), Барселона і Севілья (Іспанія).

Геометрія 2014рік розмір  53 *53 смГеометрія 2014рік розмір  53 *53 см
Бережи своє 2014рік розмір  53 *53 см Бережи своє 2014рік розмір  53 *53 см